# Рубинштейн, Николай Григорьевич
Никола́й Григо́рьевич Рубинште́йн (2 (14) июня 1835, Москва — 11 (23) марта 1881, Париж) — русский пианист-виртуоз и дирижёр. Основатель Московской консерватории (соучредитель — князь Николай Петрович Трубецкой) и первый её директор. Младший брат композитора и пианиста А. Г. Рубинштейна.

## Биография

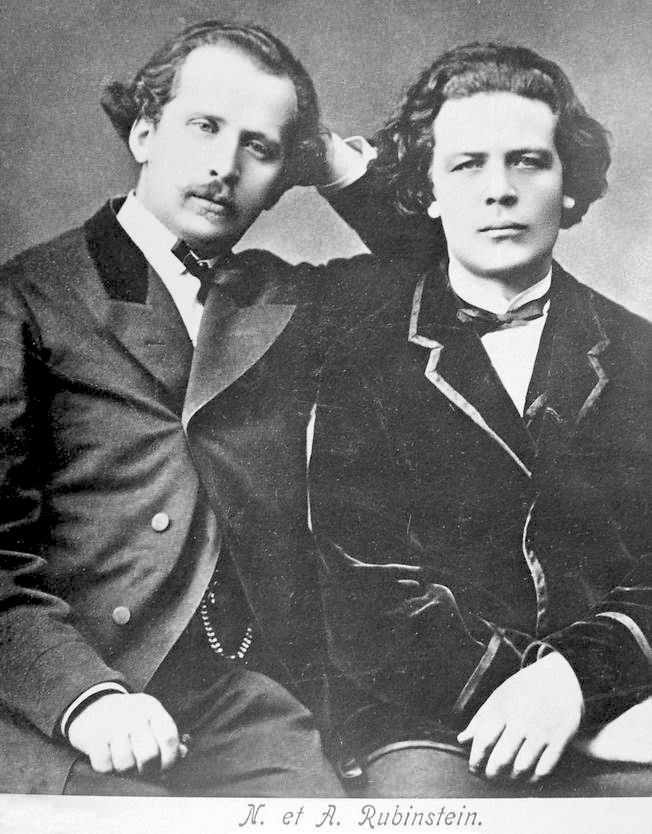
Братья Рубинштейны. Почтовая карточка

Родился на Ордынке, в Толмачёвом переулке, в доме, который его отец Григорий Романович (Герш Рувин-Бенционович) Рубинштейн (1807—1846) приобрёл за год до его рождения. Был четвёртым, младшим сыном в состоятельной еврейской семье, перебравшейся в Москву из поселения Выхватинцы Подольской губернии в период между 1832 и 1834 годами. 25 июля 1831 года 35 членов семьи Рубинштейн, начиная с деда — купца 2-й гильдии Рувина-Бенциона Лейбовича Рубинштейна (1784—?) из Житомира, приняли православие в Свято-Николаевской церкви в Бердичеве. Толчком к крещению, по поздним воспоминаниям матери композитора, стал указ императора Николая I о призыве на 25-летнюю воинскую службу кантонистами в пропорции 7 на каждую 1000 еврейских детей (1827). На семью перестали распространяться законы черты оседлости, и уже через год (по другим данным — в 1834 году) Рубинштейны поселились в Москве, где отец открыл небольшую карандашно-булавочную фабрику.
Отец Николая, уроженец Бердичева, с молодости вместе с братьями Абрамом, Мунишем (Эммануилом) и сводным братом Янкелем (Константином) занимался арендой земли в Бессарабской области и к моменту рождения второго сына, Якова (1827 — 30 сентября 1863), в будущем врача, был купцом второй гильдии. Мать — Калерия Христофоровна Рубинштейн, урождённая Клара Лёвенштейн (или Левинштейн, 1807, Бреслау — 15 сентября 1891, Одесса) — музыкант, происходила из прусской Силезии, откуда её семья переехала в Варшаву.
Старшая сестра Н. Г. Рубинштейна — Любовь Григорьевна (1833—1903), преподаватель фортепиано музыкальных классов К. Ф. фон Лаглера — была замужем за одесским адвокатом, коллежским секретарём Яковом Исаевичем Вейнбергом, родным братом литераторов Петра Вейнберга и Павла Вейнберга (их дочь — детский писатель и педагог Надежда Яковлевна Шведова (1852—1892) — была замужем за физиком Ф. Н. Шведовым, ректором Новороссийского университета). Младшая сестра, София Григорьевна Рубинштейн, стала камерной певицей и музыкальным педагогом.
Музыкой занимался с 4 лет под руководством матери, а с семи лет концертировал вместе с братом Антоном, также ставшим выдающимся пианистом. В 1844—1846 гг. жил с матерью, сестрой и братом в Берлине, где брал уроки игры на фортепиано у пианиста, композитора Теодора Куллака и теории музыки у известного музыкального теоретика Зигфрида Дена. Затем занимался у русского музыкального педагога, композитора Александра Виллуана.
Известность, полученная благодаря музыкальным способностям, открыла ему двери в высшее общество, где он вскоре занял достаточно твёрдое положение. Великосветские балы и развлечения в кругу друзей пришлись ему по душе. Здесь же он пристрастился к картам. Вплоть до конца жизни азарт к играм был настолько силён, что Рубинштейн проигрывал большую часть из своих гонораров.
В 1855 году женился на дочери высокопоставленного чиновника и богатого помещика Елизавете Дмитриевне Хрущёвой. Брак оказался неудачным и распался через три года, детей у них не было.
В 1855 году знакомится с М. А. Балакиревым. Рубинштейн произвёл на него прекрасное впечатление своим умом, простотой и богатством знания во всём, что касалось музыки и музыкантов.
Учился на юридическом факультете Московского университета (1851—1855), сблизился с А. Н. Островским и А. А. Григорьевым. Окончив Московский университет (1855) Рубинштейн поступил на службу в канцелярию генерал-губернатора. В годы учёбы в университете с большим успехом концертировал, но в 1857 году бросил службу, развёлся и полностью посвятил себя музыке. В 1858 году возобновил регулярную концертную деятельность.

Содействие молодым, начинающим талантам было его страстью. Помогая пока ещё мало зарабатывающему Чайковскому, он поселил его в своей квартире и всячески старался поддерживать. Совершенно не принимая печального и поношенного вида одежды Петра, Николай всячески пытался поменять положение дел сообразно собственным вкусам и представлениям о моде. Он отдал своему подопечному чёрный фрак, который не носил, а после взялся и за остальные элементы одежды. Чайковский, в своём письме к братьям иронично напишет: 
«Этот последний (Н. Г. Рубинштейн) ухаживает за мной, как нянька, и хочет непременно исполнять при мне эту должность. Сегодня он подарил мне насильно шесть рубашек, совершенно новых (не говорите этого Давыдовым и никому), а завтра хочет насильно везти заказывать платье». 

По разным свидетельствам, именно Николай Григорьевич познакомил Чайковского с Н. Ф. фон Мекк. Например, Галина фон Мекк, внучка Надежды Филаретовны и внучатая племянница Чайковского пишет в своей книге «Как я их помню»
В это время Николай Григорьевич Рубинштейн, который знал о том, что моя бабушка очень любит музыку и что она помогает консерватории и молодым музыкантам, нанес ей визит и попросил помочь молодому композитору Чайковскому.
 Участие в творческой жизни Москвы было широчайшим: деятельное участие в открытии издательской фирмы П. И. Юргенсона, руководство Фондом вспомоществования вдовам и сиротам музыкантов, методическая и организационная помощь педагогам провинциальных городов, ежегодные благотворительные концерты и многое другое. В июне 1880 года Рубинштейн организовал музыкальную часть праздника по случаю открытия памятника А. С. Пушкину в Москве. Николай Григорьевич дирижировал кантатой С. И. Танеева «Я памятник воздвиг…». Под руководством Рубинштейна состоялась первая постановка опер «Евгений Онегин» П. И. Чайковского и «Орфей и Эвридика» Глюка. Он был глубоким интерпретатором и пропагандистом творчества Чайковского, первым исполнителем многих его фортепианных и симфонических произведений.

По поводу популярности Николая Григорьевича, в письмах к своей племяннице, сестра которой обучалась в Московской консерватории, высказывался Ф. М. Достоевский: 
«Машеньке скажите, что я обожаю Рубинштейна, серьёзно, и раскаиваюсь в клеветах, мною на него взведённых» (от 4 февраля 1872 года), а чуть позже (от 20 апреля 1872 года) уточнит свои «клеветы»: «<…> я глубоко стал уважать Nicolas. Я сознаюсь искренно, что он много сделал для музыкального русского воспитания, но зачем же из-за него застреливаются русские барыни с полдюжиной его карточек на груди? Вот это, это что такое? Жестокий! Тиран!!».
Учениками Рубинштейна были многие выдающиеся музыканты своего времени: концертирующие пианистки Н. Н. Калиновская, Ф. Фриденталь, П. Бертенсон-Воронец, Н. А. Муромцева, А. Ю. Зограф, пианист и историк пианизма Р. В. Геника, А. К. Аврамова — преподаватель Московской консерватории. Наиболее известными учениками Рубинштейна были Сергей Танеев, Александр Зилоти и Эмиль фон Зауэр.
В 1865 году он участвует в создании Артистического кружка (клуб творческой интеллигенции города, просуществовавший до 1883 года), в котором собирался весь свет московской богемы. Среди его членов были такие знаменитости как И. С. Тургенев и М. Е. Салтыков-Щедрин, историки Забелин и Ключевский.
Он также принимал деятельное участие в открытии Московской консерватории в 1866 году и стал её первым директором и профессором фортепианного класса. Рубинштейн был выдающимся педагогом по игре на фортепиано, прекрасным капельмейстером. Он в течение всей жизни выступал как пианист, главным образом в Москве, с разнообразным репертуаром, основу которого составляли произведения Баха, Бетховена, Листа, Шумана, Шопена, а также русских композиторов-современников. Рубинштейн был исключительно сильным дирижером (критики сравнивали его в этом смысле с Р. Вагнером). Под его управлением прошло более 250 концертов, главным образом в Москве, но также в Петербурге и других городах. Сбор с концертов, данных им в конце 1870-х гг. в 33 городах России, был пожертвован в пользу Красного Креста в помощь раненым на Русско-Турецкой войне. Сам Рубинштейн сочинял немного, исключительно фортепианные пьесы и романсы.

Могила Н. Г. Рубинштейна

Скоропостижно скончался 23 марта 1881 года в Париже от туберкулёза. Городской совет Москвы выделил на перевозку и погребение тела Рубинштейна необходимую сумму, за братом поехал Антон Рубинштейн. Проводить своего кумира в последний путь собралась практически вся Москва. Распорядителем церемонии был 18-летний К. С. Алексеев (будущий Станиславский). В знак траура, в день похорон в Москве были зажжены уличные фонари. Тело музыканта было похоронено в некрополе Данилова монастыря, а после ликвидации некрополя, останки перезахоронены на Новодевичьем кладбище (уч. 3, 40 ряд).

После смерти Рубинштейна издательством Юргенсона был издан альбом со всеми его фортепианными сочинениями. На его смерть П. И. Чайковский написал фортепианное трио «Памяти великого художника»; тому же событию посвящена кантата Сергея Танеева «Иоанн Дамаскин». Рубинштейну посвящён также Второй концерт для фортепиано с оркестром, «Русское скерцо» П. И. Чайковского.
«Прямо легендарной представляется личность Н. Г. Рубинштейна теперь, когда, по прошествии многих лет, оглядываешься на всё то, что им было сделано, и вспомнишь, какую кипучую, но продуктивную, без малейшего отдыха деятельность он проявлял тогда. Казалось, создание и управление Музыкальным обществом и консерваторией, директорство которой он взял на себя и где, кроме того, он сам вёл класс фортепьянной игры, было более чем достаточно и для сильного человека, но Рубинштейн не ограничивался этим; не было, кажется, ни одного концерта, дававшегося в пользу действительно достойного общеполезного дела, в котором Н. Г. не выступал бы в качестве дирижера оркестра или солиста. Он был неизменным руководителем концертов, дававшихся в пользу недостаточного студенчества, вёл спевки хора Музыкального общества, и к нему же по всем делам, как к хозяину музыкальной Москвы, обращались все приезжающие в Москву музыканты». И далее: «Н. Г. был в полной мере отзывчивый и добрый человек, не умевший отказывать, когда его помощь действительно была нужна, причём он совершенно не считался со своими личными средствами и раздавал гораздо даже больше, чем сам имел, живя потом в долг.» 
(из воспоминаний Н. В. Давыдова).
Вплоть до революции 1917 года в первое после 11 марта воскресенье (дата смерти по старому стилю) в ресторане «Арбат» проводились «Рубинштейновские обеды», на которые собирались многие выдающиеся музыканты, чтобы почтить память Николая Григорьевича Рубинштейна.
Имя Н. Г. Рубинштейна носит Детская школа искусств в Москве. С 1999 года там же открыта Мемориальная комната Рубинштейна. 19 декабря каждого года, в день именин Святого Николая, в Школе проходит концерт, посвящённый Николаю Григорьевичу. С 1912 года, с перерывами, существует Музей имени Н. Г. Рубинштейна при МГК им. П. И. Чайковского. В 2007 и 2013 годах Московской консерваторией проводился Международный конкурс камерных ансамблей и струнных квартетов имени Н. Г. Рубинштейна.